# Liste von Persönlichkeiten der Stadt Nashville
Die Liste von Persönlichkeiten der Stadt Nashville enthält Personen, die in Nashville, der Hauptstadt des US-Bundesstaates Tennessee geboren wurden sowie solche, die in Nashville ihren Wirkungskreis hatten, ohne hier geboren zu sein. Beide Abschnitte sind jeweils chronologisch nach dem Geburtsjahr sortiert. Die Liste erhebt keinen Anspruch auf Vollständigkeit.

## In Nashville geborene Persönlichkeiten

### Bis 1900
- John Bell (1797–1869), Politiker
- John Bennett Dawson (1798–1845), Politiker
- Andrew Jackson Donelson (1799–1871), Diplomat und Kandidat für die Vizepräsidentschaft der Vereinigten Staaten
- Linn Boyd (1800–1859), Politiker
- Peter Burnett (1807–1895), Politiker
- Felix Grundy McConnell (1809–1846), Rechtsanwalt und Politiker
- William Henry Carroll (um 1810–1868), Brigadegeneral
- Benjamin Franklin Cheatham (1820–1886), Farmer, Goldminenbesitzer und Generalmajor
- Edward White Robertson (1823–1887), Politiker
- William Walker (1824–1860), Arzt, Anwalt, Journalist, Abenteurer und Söldner
- John Adams (1825–1864), Brigadegeneral
- Alexander William Campbell (1828–1893), Brigadegeneral
- Joseph H. Acklen (1850–1938), Politiker
- Edward Barnard (1857–1923), Astronom
- William Johnson Harahan (1867–1937), Eisenbahnmanager
- William Ruthven Smith (1868–1941), Generalmajor der United States Army
- Mme. Charles Cahier (1870–1951), geboren als Sara Jane Layton Walker, Lied- und Opernsängerin
- Lytle Brown (1872–1951), Generalmajor der United States Army
- Mary Engle Pennington (1872–1952), Chemikerin und Bakteriologin
- Harry Hill McAlister (1875–1959), Politiker
- Campbell Bonner (1876–1954), Klassischer Philologe, Papyrologe und Hochschullehrer
- Anne Dallas Dudley (1876–1955), Suffragette
- Philip B. Peyton (1881–1949), Generalmajor der United States Army
- Harlow Shapley (1885–1972), Astronom
- Samuel Stritch (1887–1958), Erzbischof von Chicago
- Alvan C. Gillem Jr. (1888–1973), Generalleutnant der United States Army
- Willie Hightower (1888–1959), Jazztrompeter
- Thompson Lawrence (1889–1961), Generalmajor der United States Army
- Ed Allen (1897–1974), Trompeter des traditionellen Jazz
- Herman Grizzard (1900–1971), Radio-Discjockey

### 20. Jahrhundert

#### 1901 bis 1920
- Leroy Carr (1905–1935), Blues-Pianist und Sänger
- Doc Cheatham (1905–1997), Jazztrompeter
- Harry P. Cain (1906–1979), Politiker
- John Hibbett DeWitt (1906–1999), Elektroingenieur
- Hermes Pan (1909–1990), Tänzer und Choreograf
- Jack Stapp (1912–1980), Manager
- Cecil Gant (1913–1951), Bluessänger und Pianist
- Randall Jarrell (1914–1965), Dichter, Literaturkritiker, Kinderbuchautor, Essayist und Novellist
- Lee MacPhail (1917–2012), Baseballfunktionär
- Jimmy Lewis (1918–2000), R&B- und Jazz-Bassist
- Cornelia Fort (1919–1943), Pilotin
- Kitty Wells (1919–2012), Country-Sängerin
- James B. Pearson (1920–2009), Politiker

#### 1921 bis 1940
- Bob Hoover (1922–2016), Testpilot und Kunstflieger
- Carolyn Cassady (1923–2013), Schriftstellerin, Malerin und Muse der Beat Generation
- Bettie Page (1923–2008), Fetisch- und Aktmodel
- Johnny T. Talley (* 1924), Country- und Rockabilly-Musiker
- Ray Batts (1925–2015), Country-Musiker
- Nancy Roman (1925–2018), Astronomin
- Howard Caine (1926–1993), Schauspieler
- Richard H. Fulton (1927–2018), Politiker
- John Seigenthaler senior (1927–2014), Journalist und Buchautor
- Christine Kittrell (1929–2001), R-&-B-Sängerin
- Robert Ryman (1930–2019), Maler
- Ben Tucker (1930–2013), Jazz-Bassist und Komponist
- Thomas B. Evans (* 1931), Politiker
- Bob Moore (1932–2021), Studiomusiker, Orchester-Leiter und Bassist
- Claude Jarman junior (1934–2025), Schauspieler
- Bobby Hebb (1938–2010), Sänger und Songwriter
- Warner Mack (1935–2022), Country-Sänger und Songwriter
- Mickey Kantor (* 1939), Politiker
- Garry Miles (1939–2024), Rhythm-and-Blues-Sänger und Komponist
- William B. Jordan (1940–2018), Kunsthistoriker und Kurator
- Jackie Shane (1940–2019), R-&-B-Sängerin

#### 1941 bis 1960
- Rod Daniel (1942–2016), Regisseur
- Carolyn Rovee-Collier (1942–2014), Professorin
- Linda Schele (1942–1998), Maya-Expertin
- Edwin Starr (1942–2003), Soulsänger
- Ben Achtenberg (* 1943), Filmproduzent
- Lawrence E. Boese (* 1943), Generalleutnant der United States Air Force
- Jack E. Dixon (* 1943), Biochemiker
- Margaret George (* 1943), Historikerin und Schriftstellerin
- Michael Iver Peterson (* 1943), Politiker und Schriftsteller
- Andrea True (1943–2011), Pornodarstellerin und Sängerin
- Bill Boner (* 1945), Politiker
- Rita Coolidge (* 1945), Country- und Pop-Musikerin
- Ellen McIlwaine (1945–2021), Singer-Songwriterin und Slide-Gitarristin
- Dorothy J. Phillips (* 1945), Chemikerin und Generaldirektorin bei der ACS
- Duane Allman (1946–1971), Rock- und Blues-Gitarrist
- Susie Isaacs (* 1946), Pokerspielerin
- Sarah Young (1946–2023), Schriftstellerin
- Gregg Allman (1947–2017), Rockmusiker, Sänger und Songschreiber
- David Raymond Choby (1947–2017), römisch-katholischer Geistlicher, Bischof von Nashville
- Gary Goldstein (* 1950), Künstler und Kunstdozent
- Rickey Woodard (* 1950), Saxophonist
- Tom Schulman (* 1951), Drehbuchautor, Produzent und Regisseur
- Bill Belichick (* 1952), Footballtrainer
- Bill Frist (* 1952), Politiker
- Annie Potts (* 1952), Schauspielerin
- James Kreger (* ≈1953), Cellist und Musikpädagoge
- Jim Cooper (* 1954), Politiker
- John Wolfe, Jr. (1954–2023), Rechtsanwalt und Politiker
- Carlene Carter (* 1955), Country-Sängerin
- Cynthia Rhodes (* 1956), Tänzerin und Schauspielerin
- Laura Craig McNellis (* 1957), Künstlerin der Art brut
- Lorrie Morgan (* 1959), Country-Sängerin
- Dawn Upshaw (* 1960), Sängerin

#### 1961 bis 1980
- Billy Collins junior (1961–1984), Profiboxer
- James Denton (* 1963), Schauspieler
- Matraca Berg (* 1964), Country-Sängerin
- David Briley (* 1964), Bürgermeister von Nashville
- Deana Carter (* 1966), Country-Sängerin
- Jeff Jarrett (* 1967), Wrestler
- Leticia Tish Cyrus (* 1967), Ehefrau von Billy Ray Cyrus
- Kathy Liebert (* 1967), Pokerspielerin
- Beth Littleford (* 1968), Schauspielerin
- Richard Speight Jr. (* 1970), Film- und Fernsehschauspieler
- Yuri Lowenthal (* 1971), Schauspieler und Synchronsprecher
- Andy Ogles (* 1971), Politiker
- Sydney Penny (* 1971), Schauspielerin
- Cortney Tidwell (* 1972), Sängerin und Texterin
- Hank Williams III (* 1972), Rock-Sänger
- Susan Yeagley (* 1972), Schauspielerin
- Titilayo Adedokun (* 1973), Sängerin und Schönheitskönigin
- Will Hoge (* 1973), Musiker
- Lark Voorhies (* 1974), Schauspielerin
- Dee Rees (* 1976), Filmregisseurin und Drehbuchautorin
- Robin Farina (* 1977), Radrennfahrerin
- Jacob Gentry (* 1977), Regisseur
- DJ Qualls (* 1978), Schauspieler
- Shaundra Daily (* 1979), Ingenieurin und Professorin
- Shooter Jennings (* 1979), Country-Sänger und Musikproduzent
- Ashley Whitney (* 1979), Schwimmerin
- Brandt Snedeker (* 1980), Profigolfer

#### 1981 bis 2000
- Young Buck (* 1981), Gangsta-Rapper
- Justin Townes Earle (1982–2020), Singer-Songwriter
- Frank Omiyale (* 1982), American-Football-Spieler
- Landon Pigg (* 1983), Singer-Songwriter
- Jelly Roll (* 1984), Sänger, Rapper und Songwriter
- Hilary Scott (* 1986), Sängerin
- Brandi Cyrus (* 1987), Schauspielerin, Sängerin und Moderatorin
- Meg Myers (* 1987), Singer-Songwriterin
- Ellen Woglom (* 1987), Schauspielerin
- Emily Killian (* 1988), Theater-, Filmschauspielerin und Musicaldarstellerin
- Suzi Oravec (* 1989), Countrysängerin
- Kandace Springs (* 1989), Jazz- und RB-Sängerin
- Mitchell Tenpenny (* 1989), Country-Pop-Sänger
- Benny Cunningham (* 1990), American-Football-Spieler
- Josef Newgarden (* 1990), Rennfahrer
- Willa Fitzgerald (* 1991), Schauspielerin
- Miley Cyrus (* 1992), Schauspielerin und Sängerin
- Braison Cyrus (* 1994), Schauspieler und Model
- Justin Prentice (* 1994), Schauspieler
- Alex Young (* 1994), Hammerwerfer
- That Poppy (* 1995), Sängerin
- Colin Ford (* 1996), Schauspieler und Synchronsprecher
- Adair Tishler (* 1996), Schauspielerin
- Annie Thurman (* 1996), Schauspielerin
- Gatlin Green (* 1997), Schauspielerin und Singer-Songwriterin
- Noah Cyrus (* 2000), Synchronsprecherin und Schauspielerin

### 21. Jahrhundert
- Alexandra Walsh (* 2001), Schwimmerin
- Bailey Bass (* 2003), Schauspielerin
- Gretchen Walsh (* 2003), Schwimmerin

## Berühmte Einwohner von Nashville
- Anna Essinger (1879–1960), deutsche Reformpädagogin
- Nathan Jacobson (1910–1999), Mathematiker
- Steve Cropper (* 1941), Gitarrist, Musikproduzent und Songwriter
- Al Perkins (* 1944), Musiker und Produzent
- J. D. Souther (1945–2024), Singer-Songwriter, Countryrock-Sänger und Schauspieler
- Lorenzo Kom’boa Ervin (* 1947), Schriftsteller, Aktivist und Black Anarchist
- Chester Thompson (* 1948), Schlagzeuger
- Jack Bruno (* 1951), britischer Schlagzeuger
- Michael Gulezian (* 1957), Fingerstyle-Gitarrist
- Vince Gill (* 1957), Country-Musiker
- Wolf Hoffmann (* 1959), deutscher Musiker und Fotograf
- Mary Gauthier (* 1962), Country- und Folk-Songwriterin
- Barry Trotz (* 1962), Eishockeyspieler und -trainer
- Brendan Benson (* 1970), Sänger und Songschreiber
- Cortney Tidwell (* 1972), Sängerin und Texterin
- Jack White (* 1975), Sänger, Gitarrist, Musikproduzent
- Ilse DeLange (* 1977), Sängerin
- Brian Baker (* 1985), Tennisspieler
- Taylor Swift (* 1989), Sängerin und Songschreiberin
- Josephine Skriver (* 1993), dänisches Model
- Caleb Plant (* 1992), Boxer
- Stephen Sanchez (* 2002), Sänger und Songwriter
- Michael McDonald (* 1952), Rock- und Soul-Musiker, Sänger, Songwriter

## Ehrenbürger
- Walter Bitterlich (1908–2008), österreichischer Forstwissenschaftler
- Hauke Strübing (1938–2022), deutscher Radio-Moderator